# どんたく
どんたくとはオランダ語で日曜日を意味するzondagの訛りである。ぞんたくとも。zonは太陽、dagは日を意味し英語のSunday同様、ラテン語名のひとつdies solisの直訳である。現代オランダ標準語での発音は[zɔndɑx]でゾンダッハに近い。
オランダ語由来の外来語は多くが江戸時代に使われ出しているがこの語は比較的新しく、明治初期に使われ出した。まだ曜日自体が普及していなかったせいか、日曜日から転じて休日を意味するようにもなった。
どんたくを使った語には次のようなものがある。
- 一六どんたく - 江戸時代から明治初期まで行われていた、「一六」（毎月1日、6日、11日、16日、21日、26日）の休日。1868年（明治元年）には明治政府もこれに倣い一六を官公庁の休日としたが、1876年（明治9年）には日曜日を休日とするようになった。
- 博多どんたく - 福岡市で5月3日と4日に開かれる祭。起源は平安時代末にまで遡ると言われる。名称は明治時代に松囃子が禁止されてのち1879年（明治12年）の頃に再開されたとき、数多の文物同様に長崎から伝わり付けられたと言われる。
- 半ドン - 半分休日、つまり午後は休みとなること。ただし、「ドン」とは午砲台（正午に時報として鳴らされた大砲）の音であるという異説もある（半ドン参照）。土曜日のこと。
- どんたく号 - 名鉄バスと西日本鉄道が愛知県名古屋市（名鉄バスセンター） - 福岡県北九州市、福岡市（西鉄天神高速バスターミナル）間で1日1往復運行している高速バスの名称。
- どんたく (スーパーマーケット) - 山成商事が石川県の能登地方、及び金沢市内で経営する食品スーパーマーケット。

## 文献情報
- 和田垣謙三「意外録」（南北社出版部 大正７年）『173.漢学者が和蘭語に下したる意外なる解釈』